# Walckenaeria dulciacensis
Walckenaeria dulciacensis är en spindelart som först beskrevs av Denis 1949.  Walckenaeria dulciacensis ingår i släktet Walckenaeria och familjen täckvävarspindlar.
Artens utbredningsområde är Frankrike. Inga underarter finns listade i Catalogue of Life.